# نکول
نکول در زبان عربی عربی به معنای عدم قبول یا رد است. در اصطلاح کارکنان مالی اگر طرف قرارداد نتواند در قبال قراردادی که بسته‌ است به تمام یا بخشی از تعهداتش، خواسته یا ناخواسته، عمل کند، گویند که «نُکول» انجام داده‌است. نکول معمولاً درباره برات و سفته به کار می‌رود و از بابت آن، معمولاً ریسکی به وجود می‌آید که به ریسک اعتباری معروف است.
در مجموع به قصور در پرداخت بدهی شامل بهره یا اصل آن، شکست در اجرای یک جزء از قرارداد یا عدم رعایت هر شرط دیگر در مدت مقرر نکول گفته می‌شود.
واژه نکول در ماده ۴۶۳ قانون مجازات اسلامی در باب دیه در خصوص جنایت خطای محض بیان شده است.

## انواع نکول
1. نکول غیرعمدی: زمانی که وام‌گیرنده به دلیل مشکلات اقتصادی یا شرایط ناگهانی توان بازپرداخت بدهی را ندارد.
2. نکول عمدی: زمانی که وام‌گیرنده علی‌رغم داشتن توان مالی، به هر دلیلی از پرداخت بدهی خودداری می‌کند.[۲]